# FidaPLUS
FidaPLUS je bila referenčna zbirka vsakdanje javne rabe slovenščine v pisnih besedil v obdobju med 1990 do 2006, ki je vsebovala 621 milijonov besed, kar je visoka številka in primerljiva z velikostjo referenčnih korpusov ostalih narodov.
Kot referenčni korpus je bil namenjen tako uporabnim slovaropisnim raziskavam slovenističnega jezikoslovja za namene eno- in večjezikovnih slovarjev, terminoloških slovarjev in drugih jezikovnih priročnikov, za poučevanje sodobnega jezika (učbeniki in učni pripomočki), kot podatkovna infrastruktura za razne jezikovne tehnologije kot so črkovalnike, prevajalniki, govorni vmesniki, kamor tudi temeljnim raziskavam pa tudi drugim družboslovnim in humanističnim vedam, kot npr. literarni vedi, psihologiji in sociologiji.
Ob registraciji na spletni strani FidaPLUS so ga pod pogojem neprofitne uporabe lahko uporabljajo ne le lektorji, novinarji in učitelji slovenščine, pač pa tudi študentje in ostala zainteresirana javnost. Skratka zainteresirani javnosti je prinašala pisna besedila objavljena med letoma 1990 in 2006 iz večine slovenskih dnevnih časopisov, mnogih revij in knjižnih publikacij različnih založb (literarna besedila, učbenike, stvarno literaturo), interneta ter prepise parlamentarnih govorov, plus t. i. "besedilni drobiž" (reklamna besedila, plačilni listki, računi, itd). Ni znano ali je vsebovala tudi prepise televizijskih oddaj RTV Slovenija, javno dostopnih na Odprtem kopu.
Nasledila jo je Gigafida in njen podkorups Kres.
| Leto izida  | Število besed | Delež  |
| ----------- | ------------- | ------ |
| 1979 - 1990 | 262.708       | 0,04 % |
| 1991        | 1.487.895     | %      |
| 1992        | 2.256.692     | %      |
| 1993        | 3.208.687     | %      |
| 1994        | 7.534.689     | %      |
| 1995        | 7.433.897     | %      |
| 1996        | 16.913.916    | %      |
| 1997        | 31.589.250    | %      |
| 1998        | 43.512.041    | %      |
| 1999        | 54.711.630    | %      |
| 2000        | 57.677.534    | %      |
| 2001        | 74.720.532    | %      |
| 2002        | 72.802.484    | %      |
| 2003        | 82.897.097    | %      |
| 2004        | 67.041.167    | %      |
| 2005        | 39.086.695    | %      |
| 2006        | 44.526.825    | %      |
| ni podatka  | 13.486.261    | 2,17 % |